# Pimpla bilineata
Pimpla bilineata är en stekelart som först beskrevs av Cameron 1900.  Pimpla bilineata ingår i släktet Pimpla och familjen brokparasitsteklar. Inga underarter finns listade i Catalogue of Life.